# 森美爾·耶保亞
森美爾·耶保亞（Samuel Yeboah，1986年8月8日—），加納足球運動員，司職前鋒。

## 生涯
以色列媒體報導說，2008年6月法薩巴夏普爾和特拉維夫夏普爾試圖羅致耶保亞。最後他與特拉維夫夏普爾簽訂了5年的合同。

### 特拉維夫夏普爾
在2008/9賽季他在30場聯賽中取得15粒進球，也貢獻了3次助攻。
2009年4月據報導，莫斯科中央陸軍隊已提出€2.5m羅致這名加納年輕前鋒，似乎這兩個俱樂部將在以色列將完成賽季後完成交易。但他最近被傳與伯明翰有聯繫。

## 國際賽生涯
他首次為國家隊上陣是於08年11月22日在以1:1逼平突尼斯。他為國家隊打出了第二場比賽是於2009年2月11日對埃及，在70分鐘後備上場。 最終2-2結束比賽。

## 榮譽

### 球隊
- 摩爾多瓦足球聯賽 (1):
  - 2005

### 個人
- 加納超級足球聯賽: 神射手
  - 2003-04
- 以色列足球超級聯賽: 神射手 (15球)
  - 2007-08

## 個人生活
他是東尼·耶保亞的侄子。

## 連結
- （希伯来文） Profile and statistics of Samuel Yeboah on One.co.il
- Profile of Samuel Yeboah on GhanaWeb.com （页面存档备份，存于）